# Wewoka
La ville de Wewoka est le siège du comté de Seminole, dans l’État de l’Oklahoma, aux États-Unis. Sa population s’élevait à 3 430 habitants lors du recensement de 2010, estimée à 3 445 habitants en 2015.
Wewoka est la capitale de la nation séminole d’Oklahoma.

## Source
- (en) Cet article est partiellement ou en totalité issu de l’article de Wikipédia en anglais intitulé « Wewoka, Oklahoma » (voir la liste des auteurs).